# Saros (astronomia)

Visualització d'un període d'un cicle Saros en 3D.

Saros és un període de 6.585,32 dies (una miqueta més de 18 anys i 10 ó 11 dies) després dels quals el Sol i la Lluna tornen aproximadament a la mateixa posició en el cel, i es pot repetir el cicle dels eclipsis. Per definició el saros són 223 mesos sinòdics (S) (període entre una Lluna nova i la següent). Conegut des de fa milers d'anys, és una manera de predir futurs eclipsis.
Una evidència clara de l'ús d'aquest cicle es troba en la tauleta Saros, tauleta babilònica feta en el segle i aC.

## Raons de l'eficàcia del període saros
És natural que un període que repetisca els eclipsis siga un múltiple del mes sinòdic:
223 S = 6.585,3211 dies
Però el període ha de portar el Sol als nodes, de manera que ha de ser múltiple del mes draconític
(D):
242 D = 6.585,3567 dies
Però les irregularitats del moviment de la Terra i especialment de la Lluna en la seva òrbita són tan grans, que ambdós astres podrien estar allunyats més de 9º. Han de compensar-se en un Saros aquestes desigualtats. Estes es deuen a l'anomalia mitjana o angle que la Lluna forma amb el perigeu. Per fortuna un múltiple del mes anomalístic (A) està pròxim al període Saros:
239 A = 6.585,5374 dies
És una sort que un múltiple comú de S,D i A tan perfecte s'haja trobat al cap de només 18 anys. A això es deu la seva eficàcia.

## Contingut d'un Saros
El Saros comprèn 18 estacions d'eclipsis que se succeeixen aproximadament cada mig any. Com en cada estació ocorren dos o tres eclipsis (de Sol i Lluna incloent penombrals), el Saros presenta com a mitjana 42 eclipsi de Sol i 42 de Lluna. Els eclipsis de Sol són 14 parcials i 28 centrals (totals, anulars o mixtos). Els eclipsis de lluna són 14 penombrals, 14 parcials i 14 totals. Actualment estem en uns Saros pobres (no aconsegueixen la mitjana) i els pròxims encara ho seran més. Amb el transcurs del temps evolucionen aconseguint la mitjana i després la sobrepassaran.